# Niagara Falls (Nova Iorque)

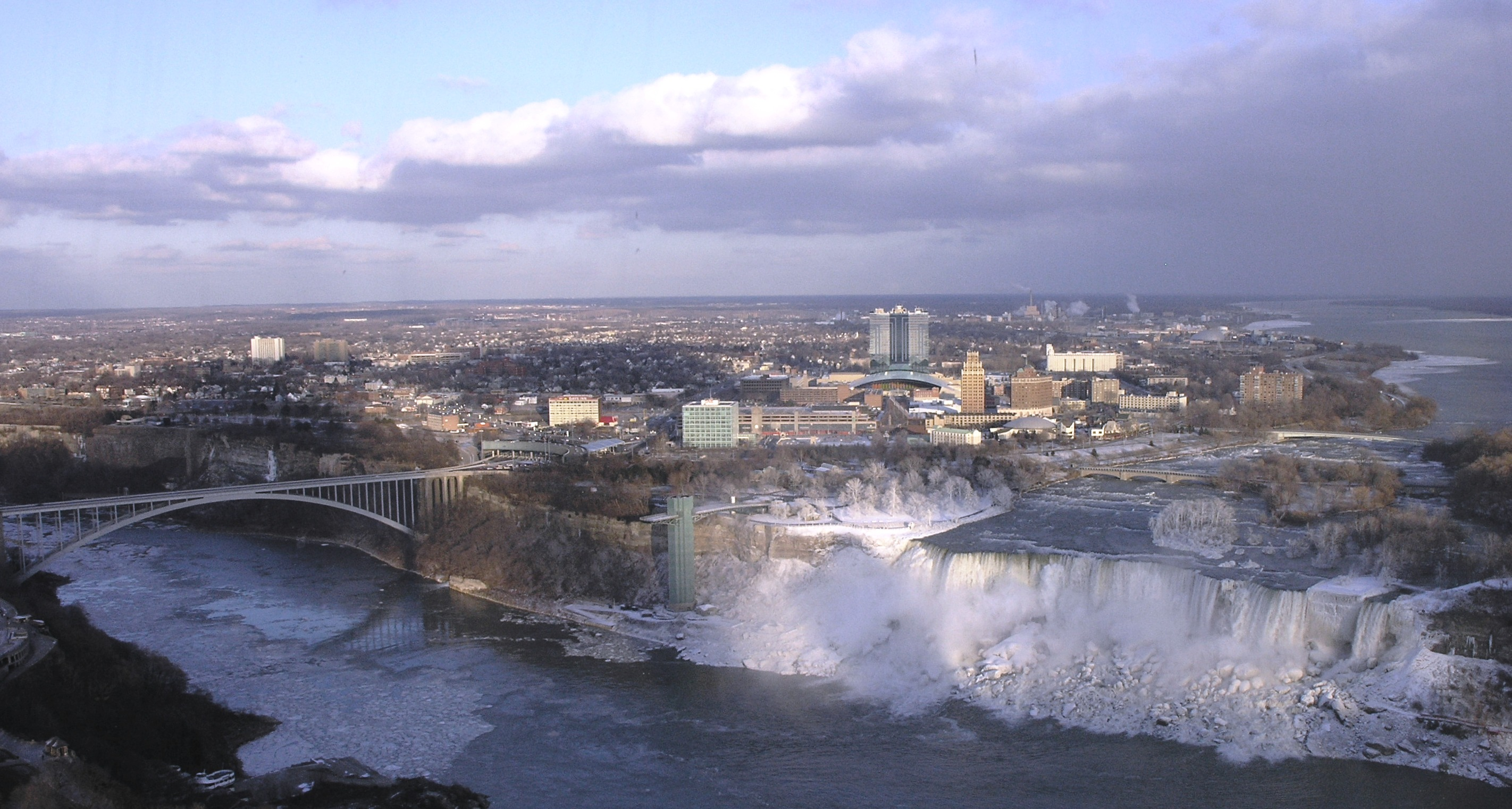
Vista de Niagara Falls, Nova Iorque.

Niagara Falls (Cataratas do Niágara, em português) é uma cidade localizada no Estado de Nova Iorque, perto da fronteira americana com o Canadá, província de Ontário. Localiza-se no Condado de Niagara. Fica à beira das Cataratas do Niágara, no Rio Niágara. À oeste, a cidade de Niagara Falls, Nova Iorque, conecta-se através de duas pontes com a cidade canadense de Niagara Falls, Ontário. Sua população é de 55 593 habitantes.
Devido à bela paisagem natural proporcionada pelas cataratas onde Niagara Falls está localizada, a principal fonte de renda da cidade é o turismo. A cidade faz parte da região metropolitana de Buffalo.